# Шарм-эль-Майя
Шарм-эль-Майя (араб. شرم المية‎) — небольшая естественная бухта к северо-востоку от Рас-Мохаммеда и к югу от Шарм-эш-Шейха на Южном Синае.
В ней расположен восточный базар «Старый рынок» (Old Market) в микрорайоне Старый город с туристической достопримечательностью мечетью Аль-Сахаба.
Считается одной из самых защищенных от ветра бухт, рекомендованных к посещению в зимний период. На побережье расположены отели Albatros Sharm Resort, Seti Sharm, Iberotel Palace, Turquoise Beach Hotel. Из многих отелей сюда привозят туристов автобусы на гостиничные и общественные пляжи. Бухта используется для экскурсий лодок со стеклянным дном, парасейлинга, катания на банане и тюбинга.
Пляжи Шарм-эль-Майя — почти все с песчаным дном, кроме диких на выходе из бухты. Они пользуются большой популярностью у любителей снорклинга, которые ищут красоты подводного мира вблизи своих гостиниц.

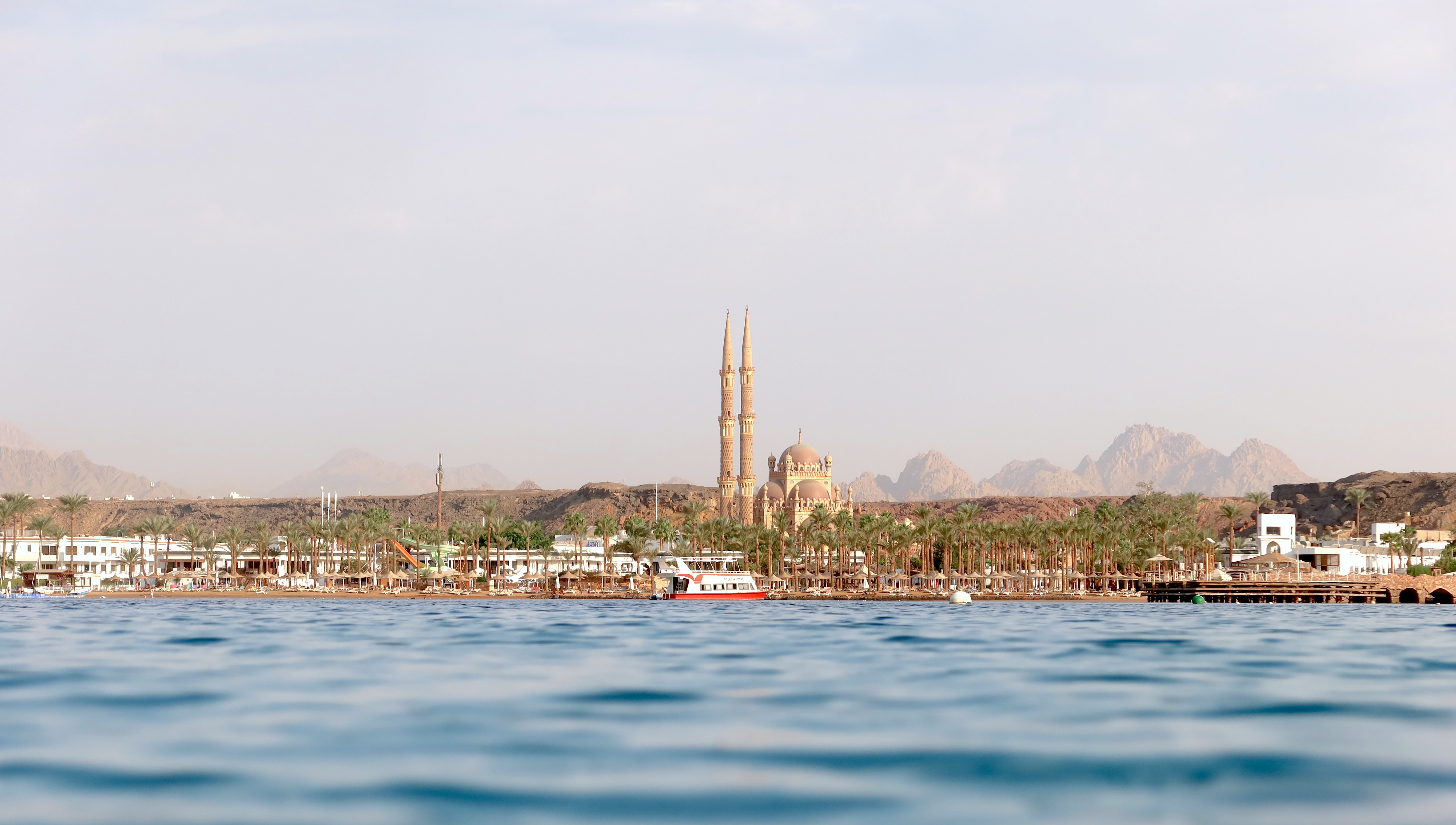
Мечеть Аль-Сахаба в бухте Шарм-эль-Майя

Восточный дикий пляж начинается от пляжа гостиниц Альбатрос и заканчивается мысом Рас-Кати. С недавнего времени на нем появилась зона для купания, огороженная буйками, для защиты купающихся от экскурсионных лодок.
В 1969 году на восточном побережье бухты появились первые застройки поселений израильтян и создание нового города Офира. В окрестностях были созданы промышленные зоны, аэропорт, базы ЦАХАЛа.

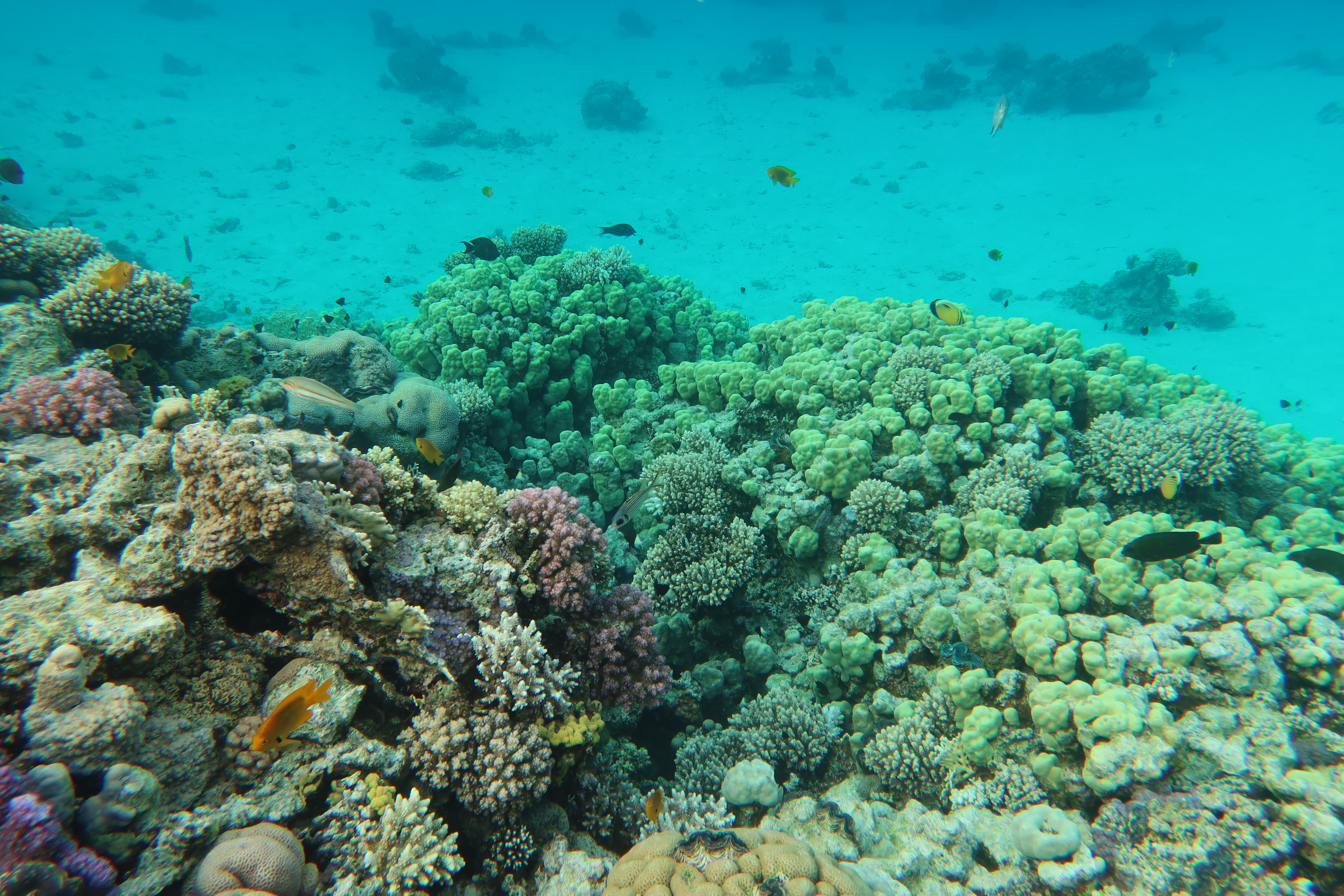
Рифы бухты Шарм-Эль-Майя

Западный дикий пляж часто называют «военным», в связи с тем, что на этом береге располагалась военная база, которая в ходе шестидневной войны была оккупирована, а затем разрушена израильтянами. Освобождая военную базу, военные Израиля уничтожили всю ее инфраструктуру, а часть военной техники сбросили в море. До сих пор остались разрушенные дзоты, остатки зданий и военная техника застрявшая в скалах и в море.
Этот участок стал объектом нескольких аварий, связанных с разливами нефти, включая случайный разлив 700 тонн топлива с грузового судна в 1983 году, разлив нефти в 1994 году и аварию с разливом нефти в Шарм-эль-Майе в 1999 г. Все разливы нефти представляют собой серьезную угрозу для экосистемы залива. Пространственные и временные изменения общего содержания углеводородов позволяют предположить наличие наземного источника загрязнения, связанного с поврежденными подземными резервуарами для хранения топлива и трубопроводами, активно загрязняющими залив. Мониторинг 2023 года доказал, что проблема загрязнения со временем не улучшилась, поскольку заинтересованные стороны никак не отреагировали.
Пять опреснительных установок, размещенных в бухте, дают стоки в виде бактериального (в 7-10 раз больше допустимого) и минерального загрязнения более, чем в два раза уровеня солености могут вызвать опасные изменения окружающей среды в экосистеме залива, особенно на коралловых рифах, а также повлиять на пловцов, любителей снорклинга и дайверов.